# Marvin Matyka
Marvin Steve Matyka (Amburgo, 26 giugno 1997) è un musicista tedesco.

## Biografia
Produttore, montatore e creatore di colonne sonore. È noto, dal 2017, per il suo lavoro per le colonne sonore della serie televisiva, Tredici , prodotta dalla Paramount Television, editore musicale e produttore di colonne sonore del film, A un metro da te, editore e assistente al montaggio delle serie televisive, The CW e Riverdale.
Concluse gli studi nel 2016. Dopo la scuola, ha completato un apprendistato come impiegato industriale, iniziando poi a lavorare come regista e montatore ad Amburgo, sua città natale. Il suo talento venne notato grazie al suo canale di YouTube, BrandsEditVEVO. Dal 2018 ha firmato un contratto sia con l'Universal Music Group che con il Sony Music Entertainment.

## Filmografia
- 2017: Selena Gomez - Only You (musicvideo) produttore
- 2017: Tredici  (programma televisivo, 3 episodes) soundtrack editor
- 2017 - 2019: Riverdale (programma televisivo, 19 episodes) assistant editor
- 2018: The Walking Dead (programma televisivo, 2 episodes) trailer director
- 2019: A un metro da te (Film) music department, soundtrack[7]
- 2019: Cole Sprouse x Haley Lu Richardson: De fotoshoot - Direktor[8]
- 2019: Let it Snow (Film) music department, cinematografie[9][10]
- 2019 - present: Riverdale (programma televisivo, 1 episodes) Editor

## Colonne sonore
- 2017: Selena Gomez - Only You produttore
- 2017: Selena Gomez - Only You (a partire dal Tredici)
- 2018: Selena Gomez - Back To You (a partire dal Tredici)[11]
- 2018: Billie Eilish, Khalid – Lovely (a partire dal Tredici)[12]
- 2019: A un metro da te - Don't Give Up On Me
- 2019 A un metro da te - Brian Tyler e Breton Vivian